# فومينوري كوماتسو
فومينوري كوماتسو (小松史法 كوماتسو فومينوري) هو مؤدي أصوات ياباني ولد في 23 يوليو 1978 في طوكيو.

## أدواره في الأنمي

### مسلسلات أنمي تلفزيونية
- NEEDLESS - كافكا، روبرت, ساتورو
- برج درواغا 〜the Aegis of URUK〜 - توغي
- مغامرة جوجو الغريبة: ستارداست كروسيدرز - جان بيير بولناريف
- يورمنغاند PERFECT ORDER - بليم
- تيلز أوف ذي أبيس - فان غرانتس (أيام الشباب)
- أول أوت!! - توشينوسكي ماتسوؤو

### أوفا أنمي
- البدلة المتنقلة جاندام يونيكورن - تومورا

## أدواره في ألعاب الفيديو
- مغامرة جوجو الغريبة: آيز أوف هيفن - جان بيير بولناريف

## أدواره في الدبلجة اليابانية
- المتحولون - سام ويتويكي
- المتحولون: ثأر الهاوي - سام ويتويكي
- المتحولون: الجانب المظلم للقمر - سام ويتويكي
- جي. آي. جو: ظهور الكوبرا - دوك
- جي. آي. جو: الانتقام - دوك
- الشبكة الاجتماعية - إدواردو سافري
- مليونير متشرد - جمال مالك
- فيلم النحلة - أدام فلايمان
- بارانورمان - ميتش داون
- بن 10: إليين فورس - بيغ تشيل, جيتراي
- بن 10: أومنيفرس - روك بلونكو
- كونغ فو باندا: أساطير الروعة - بو
- صراع العروش - رمزي بولتون

## وصلات خارجية
- فومينوري كوماتسو على موقع IMDb (الإنجليزية)
- فومينوري كوماتسو على موقع قاعدة بيانات الفيلم (الإنجليزية)
- فومينوري كوماتسو على موقع ANN person (الإنجليزية)